# Nguyễn Phúc Vĩnh Thụy (công chúa)
Nguyễn Phúc Vĩnh Thụy (chữ Hán: 阮福永瑞; 4 tháng 3 năm 1824 – 27 tháng 4 năm 1863), phong hiệu Phú Phong Công chúa (富豐公主), là một công chúa con vua Minh Mạng nhà Nguyễn trong lịch sử Việt Nam.

## Tiểu sử
Hoàng nữ Vĩnh Thụy sinh ngày 4 tháng 2 (âm lịch) năm Giáp Thân (1824), là con gái thứ 17 của vua Minh Mạng, mẹ là Cửu giai Tài nhân Trần Thị Trúc. Bà Vĩnh Thụy là chị cùng mẹ với Bình Xuân Công chúa Gia Thụy.
Năm Tự Đức thứ 3 (1850), công chúa Vĩnh Thụy lấy chồng là Phò mã Đô úy Nguyễn Tiến Vị, người Hương Trà, Thừa Thiên, là con trai của Chưởng phủ Ninh Lạc tử Nguyễn Tiến Lâm. Năm Tự Đức thứ 27 (1874), phò mã Vị qua đời. Công chúa không có con nối dõi.
Năm Tự Đức thứ 16 (1863), Quý Hợi, ngày 10 tháng 3 (âm lịch), công chúa Vĩnh Thụy mất, thọ 40 tuổi, được truy tặng làm Phú Phong Thái trưởng Công chúa (富豐公主), thụy là Uyển Hòa (婉和). Mộ của bà được táng tại Dương Xuân (thuộc Hương Thủy, Thừa Thiên - Huế).

## Sách phong bằng đồng
Cuối tháng 8 năm 2009, quyển sách phong của công chúa Vĩnh Thụy đã được phát hiện tại huyện Hương Trà, Huế. Sách gồm 5 tờ bằng đồng dát mỏng, có kích thước 13 cm x 22 cm, được đóng lại thành một tập bằng 4 khuyên tròn, 2 trang bìa được chạm rồng. Sách bị hoen ố do vào năm 1968, nhà thờ dòng họ Nguyễn Tấn (Tiến) bị cháy vì bom đạn.
Theo ông Lê Công Mậu, người chuyên dịch các văn bản chữ Hán, bản sách phong được biên soạn vào 15 tháng 3 (âm lịch) năm Quý Hợi, tức sau khi công chúa Vĩnh Thụy mất 5 ngày. Sách phong có nội dung như sau:
"Ngày tốt Tân Dậu 15 tháng 3 Đinh Mùi năm Quý Hợi, niên hiệu Tự Đức thứ 16. Thừa mệnh trời, Hoàng đế viết rằng: Trẫm nghĩ, thánh nhân là người đầu tiên lập nên nền giáo dục, nguyên cớ để lập niên điển lễ. Kẻ vương giả là người trọng lễ nghĩa, kính yêu người thân, được ban thụy gọi tên khác đúng vào buổi sớm ngày tốt của năm lời vua ban ra. Nghĩ đến Thái Đại Trưởng công chúa Kim Chi Truất Quý Ngọc Diệp Liên nhẹ nhàng kính cẩn giữ lễ nghĩa. Được ban biểu: Thục Trinh Tĩnh Túc. Lệ trong cung được ghi vào sử sách. Cây cỏ đúng vào thời kỳ đơm hoa bốn phương thơm ngát. Há suy nghĩ giống cây bồ liễu, chợt cảm thấy nhớ, tôn trọng cái đẹp của nhà Chu ban ơn thấm nhuần mưa móc. Khiến cho sáng lên đức tiềm ẩn, ban cho đồ tế lễ, làm vẻ vang hơn danh hiệu. Bà được tặng phong: Phú Phong Thái Trưởng công chúa, còn ban thụy: Uyển Hòa, ban thưởng sách mệnh. Than ôi! Nghĩ đến công lao vẻ vang sáng ngời ấy nên đã gia tặng thêm tên tự, mãi mãi còn linh ứng sáng ngời, giúp sáng lên cả cõi cửu tuyển. Khâm thử."
Quyển sách đồng của công chúa đang được cất giữ tại nhà thờ họ Nguyễn Tấn ở xã Hương Chữ.